# Birján, Baranya
Birján este un sat în districtul Pécs, județul Baranya, Ungaria, având o populație de 533 de locuitori (2011). 

## Demografie
Componența etnică a satului Birján
     Maghiari (77,53%)
     Croați (13,38%)
     Germani (8,4%)
     Români (0,69%)
Componența confesională a satului Birján
     Fără religie (11,26%)
     Reformați (6,38%)
     Luterani (1,5%)
     Necunoscută (80,86%)
     Alte religii (1,31%)
Conform recensământului din 2011, satul Birján avea 533 de locuitori. Din punct de vedere etnic, majoritatea locuitorilor (77,53%) erau maghiari, existând și minorități de croați (13,38%) și germani (8,4%). Nu există o religie majoritară, locuitorii fiind persoane fără religie (11,26%), reformați (6,38%) și luterani (1,5%). Pentru 80,86% din locuitori nu este cunoscută apartenența confesională.